# Cratere Yoshioka
Yoshioka  è un cratere sulla superficie di Venere. È dedicato al medico Yoshioka Yayoi (吉岡 彌生?).